# Arminio

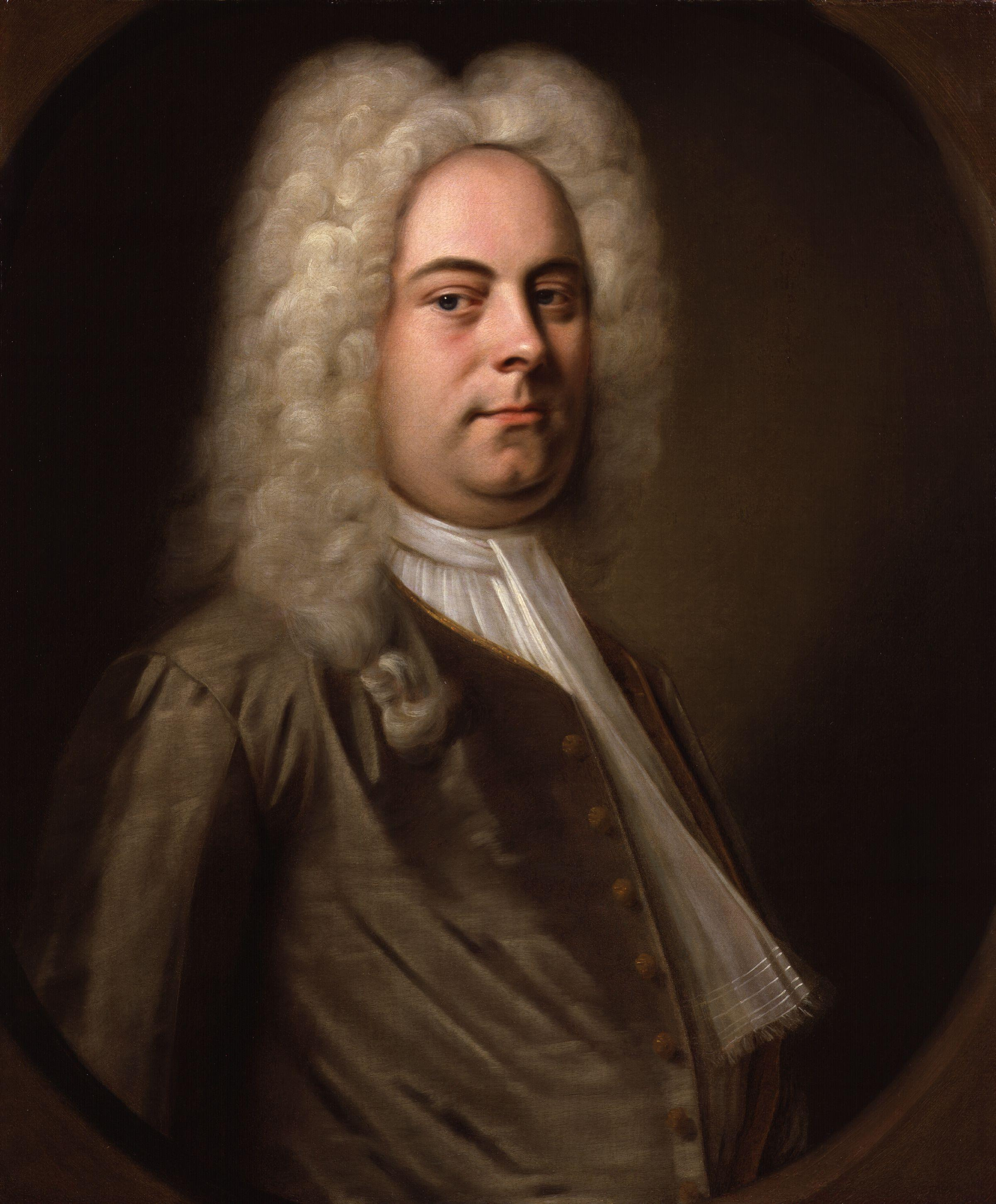
Georg Friedrich Händel

Arminio (HWV 36) är en opera i tre akter med musik av Georg Friedrich Händel. Librettot är samma som Antonio Salvi skrev till Alessandro Scarlattis opera 1703, och handlar om germanhövdingen Arminius som besegrade romarna år 9 e. Kr.

## Historia
Med Arminio återvände Händel till den kungliga/politiska operan som han hade haft succé med på 1720-talet. Operan hade premiär den 12 januari 1737 på Covent Garden Theatre i London och spelades sex gånger. Därefter sattes operan inte upp i England förrän 1972.

## Personer
- Arminio (Arminius) (altkastrat)
- Tusnelda, hans hustru (sopran)
- Sigismondo (soprankastrat)
- Ramise (kontraalt)
- Segeste (bas)
- Varo (Varus) (tenor)
- Tullio (kontraalt)

## Handling
Den romerske fältherren Varo har invaderat Rhenlandet. Arminio är besegrad men inte uppgiven. Han förråds av sin svärfar Segeste och fängslas av romarna. Hans hustru Tusnelda förblir honom trogen men väcker Varos känslor. Hennes broder Sigismondo är förälskad i Arminios syster Ramise. Segeste försöker förgäves få Arminio att ge upp och att få Sigismondo att lämna Ramise. Segeste vet att Arminio är dödsdömd och hoppas kunna gifta sig med hans änka. Den fängslade Arminio överlämnar Tusnelda till Varo men hon vägrar och även Varo förkastar förslaget. Arminios avrättning avbryts av nyheten om att germanerna har anfallit. Varo sätter in en motattack och Sigismondo planerar för Arminios flykt. Den rasande Segeste fängslar Sigismondo och Ramise. Arminio sammankallar sina trupper och besegrar romarna. Varo dödas i strid och Segeste överväger självmord. Men Arminio benådar honom och de båda kärleksparen förenas.